# Параолимпијско веслање
Параолимпијско веслање (или адаптивно веслање) је категорија веслање трке за оне са физичким, визуелним или интелектуалним инвалидитетом.

## Историја
Године 1913. веслање за особе са инвалидитетом покренуо је директор Џорџ Клифорд Браун на Вустер колеџу за слепе у Уједињеном Краљевству. Браун је подстицао слепе ученике да учествују у одређеним спортовима у којима би могли да се такмиче на једнаком нивоу као и такмичари без инвалидитета и то без модификација. Друге организације посвећене рехабилитацији слепих, као што је хостел Ст. Дунстан, покренуле су веслачке клубове убрзо након тога 1915. године. Такмичарско веслање са слепим веслачима почело је 1914. између Вустер колеџа и Олд Бојса у једној трци и Вустер колеџа и Вустер извиђача у још једна трка исте године.
У октобру 1945. године, ветерани из војске Сједињених Држава, морнарице и маринаца ослепљени током Другог светског рата пријавили су се за такмичење у регати за Дан морнарице на реци Скулкил у Филаделфији. Неки сматрају да је овај догађај катализатор међународног интересовања за адаптивно веслање.

## Класе
Према ФИСА правилима постоје три категорије за прилагодљиве веслаче:
PR3 (претходно ЛТА – ноге, труп, руке)Употреба најмање једне ноге, трупа и руку. Такође за оне са слабим видом и интелектуалним оштећењем. Весла са стандардним чамцима и клизним седиштима.
PR2 (претходно ТА – труп и руке)Само коришћење мишића трупа. Чамац има фиксно седиште.
PR1 (раније АС – Руке и рамена)Ограничена контрола трупа. Чамац има фиксно седиште, а веслач је везан у горњем нивоу груди да би омогућио само покрете рамена и руку.

## Такмичења
На ФИСА светским првенствима сада постоји 9  такмичења у чамцима (користи се стандардна номенклатура).
| Врста чамца | Број седишта | Пол      | Кормилар | Класа | ФИСА нотација | ФИСА Светско првенство | Параолимпијске игре |
| ----------- | ------------ | -------- | -------- | ----- | ------------- | ---------------------- | ------------------- |
| Скул        | 1            | Мушки    | Не       | PR1   | PR1 M1x       | Да                     | Да                  |
| Скул        | 1            | Жене     | Не       | PR1   | PR1 W1x       | Да                     | Да                  |
| Скул        | 1            | Мушки    | Не       | PR2   | PR2 M1x       | Да                     | Не                  |
| Скул        | 1            | Жене     | Не       | PR2   | PR2 W1x       | Да                     | Не                  |
| Скул        | 2            | Мешовито | Не       | PR2   | PR2 Mix2x     | Да                     | Да                  |
| Скул        | 2            | Мешовито | Не       | PR3   | PR3 Mix2x     | Да                     | Да                  |
| Свип        | 2            | Мушки    | Не       | PR3   | PR3 M2-       | Да                     | Не                  |
| Свип        | 2            | Жене     | Не       | PR3   | PR3 W2-       | Да                     | Не                  |
| Свип        | 4            | Мешовито | Да       | PR3   | PR3 Mix4+     | Да                     | Да                  |

Трке су се одржавале на 1.000 m (уместо стандардних 2.000 m), али је од 2017. дистанца промењена на стандардну 2.000 m. У мешовитим дисциплинама половина посаде мора бити мушко, а друга половина женско (кормилар може бити било ког пола и може бити способан). Појединачни чамци за категорију ПР1 морају имати стабилизационе понтоне причвршћене за ригере.
Прилагодљиви догађаји додани су Светском првенству у веслању 2002. и одржани су на 

2008. у Пекингу, Кина.